# C/1921 H1 Dubiago
La cometa Dubiago, formalmente C/1921 H1 (Dubiago), è una cometa periodica, che ha avuto vicende alquanto ingarbugliate a cominciare dal nome, riportato generalmente in italiano come Dubiago, mentre secondo altre translitterazioni è scritto anche come Dubjago o Dubyago.
Inizialmente la scoperta della cometa, effettuata dall'osservatorio di Kazan, fu attribuita a Dmitrij Ivanovič Dubjago, in seguito fu chiarito che lo scopritore era suo figlio Aleksandr Dmitrievič Dubjago.
La sua scoperta è avvenuta il 24 aprile 1921 ma l'annuncio della scoperta è stato dato solo il 14 maggio seguente; questo fatto di per sé non avrebbe importanza se non fosse che la cometa è diminuita rapidamente di luminosità impedendo così di essere osservata per un più ampio arco temporale, che sarebbe stato necessario per determinare senza ambiguità la sua orbita.
A causa delle poche posizioni ricavate dall'esiguo numero di osservazioni che poterono essere fatte, l'orbita di questa cometa certamente ellittica, è mal conosciuta: secondo il CBAT il suo periodo è di 62,3 anni, secondo Syuichi Nakano di 61,1 anni, secondo la NASA è di 22,0 anni: essendo trascorso ognuno di questi periodi senza che la cometa sia stata riosservata la si può considerare attualmente una cometa perduta.